# Барты

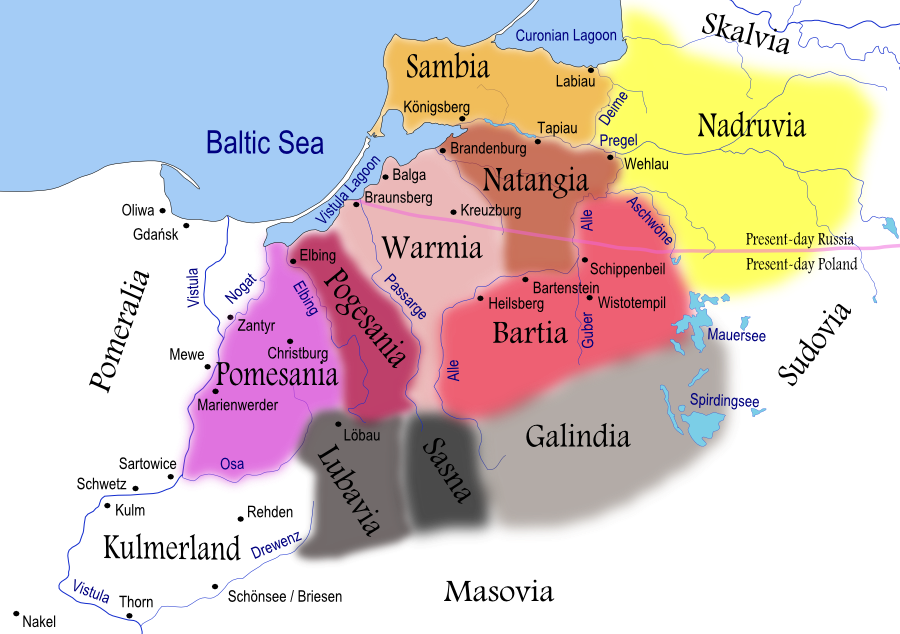
Барты и другие прусские племена в XIII веке

Барты — древнепрусское племя, остававшееся язычниками до тех пор, пока Северные крестовые походы не заставили их перейти в христианство. Жили барты на землях Бартии (Бартенлянд, Бартония), тянувшихся от среднего и нижнего течения Лавы, по реке Свина и озеру Мамры, вплоть до голядских лесов. Эти земли достаточно хорошо известны по описанию в «Хронике Прусской земли», датирующейся 1326 г.
Там же описывается деление Бартии на две части: Большая Бартия и Малая Бартия. Эти земли были плотно заселены, что подтверждается богатыми археологическими находками. Численность населения этого региона до начала войн с Тевтонским орденом оценивается в 17 000 человек.
Барты, как и остальные пруссы, были завоёваны Тевтонским орденом, который заставил их принять христианство, заселил их земли немецкими поселенцами и построил множество городов. Пруссы были ассимилированы поселенцами, а древнепрусский язык вымер к концу XVII столетия.

## История
В течение нескольких лет попытки поляков завоевать Бартию, которым помогали Церковь и Конрад I Мазовецкий, успешно отражались пруссами. Затем Конрад Мазовецкий объявил о новом крестовом походе и позвал на помощь тевтонских рыцарей, которым в 1226 г. отдал на заселение Хелминскую землю. Получив помощь католической Европы, Тевтонский Орден смог расширить свои территории на северо-запад.
Барты вместе с вармийцами и натангами были завоёваны тевтонскими рыцарями в 1238—1240 гг. В Бартии Орден воздвиг главные замки в Бартошице и Решеле. В 1242 г., спустя всего лишь два года после завоевания, барты подняли восстание и смогли оказывать сопротивление до 1252 г. Во время Большого Прусского мятежа (1260—1274), который начался после серьёзного поражения Ордена в битве при Дурбе, барты избрали своим лидером Дивона. Мятежники смогли захватить несколько замков, включая Бартошице в 1264 г. При поддержке других прусских племён Дивон атаковал Хелмно, Мальборк и Дзежгонь. Однако пруссы не могли победить в войне на истощение Тевтонский орден, который мог доставлять ресурсы из западной Европы. В 1273 Дивон осадил ещё один замок, но был смертельно ранен. Спустя год восстание было подавлено. Некоторые мятежники сбежали в Гродно и другие литовские земли.
Несмотря на тяжёлые людские потери за время восстания, барты не сдавались. В 1286 г. и 1293 г. они сделали ещё две попытки поднять восстание против Ордена. В 1286 барты попросили помощи у князя Рюгена, а в 1293 г. — у Витеня, великого князя литовского. Барты были ассимилированы немцами в XVI—XVII веках.